# Vlasovita
La vlasovita és un mineral de la classe dels inosilicats. Va ser descoberta l'any 1961 en el massís de Lovozero de la península de Kola (Rússia), sent nomenada així en honor de Kuzma A. Vlasov, geòleg rus.

## Característiques químiques
És un silicat de sodi i zirconi, amb estructura molecular de inosilicat de cadena doble o amfíbol. Encara que cristal·litza com a sistema cristal·lí monoclínic, es pot convertir a sistema cristal·lí triclínic per sota de 29 °C.
Segons la classificació de Nickel-Strunz, la vlasovita pertany a «09.DM - Inosilicats amb 6 cadenes senzilles periòdiques» juntament amb els següents minerals: stokesita, calciohilairita, hilairita, komkovita, sazykinaïta-(Y), pyatenkoïta-(Y), gaidonnayita, georgechaoïta, chkalovita, revdita, scheuchzerita i terskita.

## Formació i jaciments
Apareix en l'última fase de formació de roques sienites amb nefelina, en pegmatites sienítiques, així com al llarg de zones de contacte de roques màfiques alcalines. També s'ha trobat emplenant cavitats en blocs ejectats de granit alcalí a l'illa de l'Ascensió.
Sol trobar-se associat a altres minerals com: eudialita, microclina, albita, lorenzenita, arfvedsonita, egirina, enigmatita, faialita, piroclor, apatita o fluorita.